# Jan Świtała
Jan Świtała ps. „Yanek” (ur. 1994) – polski ratownik medyczny, influencer zaangażowany w promowanie wiedzy o pracy ratownika medycznego, pierwszej pomocy i ochronie zdrowia.

## Życiorys
Pochodzi z Piły. Jest absolwentem Wyższej Szkoły Rehabilitacji w Warszawie. Pracuje jako ratownik medyczny, początkowo pracował na Szpitalnym Oddziale Ratunkowym, następnie w karetce pogotowia, a także podczas imprez masowych i akcji humanitarnych, w tym m.in. podczas misji „Medycy na granicy” realizowanej w trakcie kryzysu migracyjnego na granicy polsko-białoruskiej oraz działając w ramach punktów pomocy podczas inwazji Rosji na Ukrainę. W 2021 zaangażowany był w ogólnopolski protest ratowników medycznych.
Od 2019 roku jako Yanek43 prowadzi profile w mediach społecznościowych: na Instagramie (138 tys. obserwujących) oraz na YouTube (8,5 tys. subskrybentów), na łamach których relacjonuje codzienność i pracę ratownika medycznego oraz przekazuje wiedzę dotyczącą pierwszej pomocy, bezpieczeństwa oraz zdrowia.

## Książki
- Świtała J., Polski SOR. Uwaga, będzie bolało, Kraków: Mando, 2022, ISBN 978-83-277-3097-8.
- Świtała J., Halo, pogotowie? jak ratować życie i nie przesadzić, Kraków: Mando, 2023, ISBN 978-83-277-3811-0.